# Libertários Socialistas (Dinamarca)
Libertære Socialister (abreviado para LS ), ou Libertários Socialistas, foi uma organização anarquista social dinamarquesa fundada oficialmente em 8 de novembro de 2009, em sua terceira reunião inicial em Horsens . A organização trabalhava para a criação de uma plataforma socialista anticapitalista, revolucionária e libertária.  O LS tinha grupos locais em Copenhagen, Aalborg e Odense que se ligavam em uma federação, descrita em detalhes nas regras da organização.
LS foi descrito como " o representante mais importante e mais visível da tendência anarquista na Dinamarca ".  LS se descrevia em seu site como "uma federação de grupos locais independentes que buscam promover a luta pelo socialismo libertário : uma sociedade de conselho socialista sem Estado baseada no federalismo e na democracia direta ". a LS era uma organização anti-parlamentarista e rejeitou qualquer participação nas eleições. Em vez disso, LS defende e usa os métodos de ação direta do anarquismo de massa e sindicalismo : greves, bloqueios, ocupações, sabotagem, operação-padrão, boicotes, desaceleração, Manifestações, etc. LS considera a greve geral revolucionária e a insurreição popular como as armas finais que podem acabar com o capitalismo e o estatismo e trazer uma sociedade socialista libertária.
Em 2017, após um período de inatividade, a LS foi dissolvida. Durante sua existência, foi membro da rede Anarkismo.net.

## Atividades
Os grupos locais LS organizaram palestras, reuniões e debates. Também se envolveram em lutas políticas e movimentos relacionados ao meio ambiente e clima, conflitos industriais e sociais, anti-racismo, antimilitarismo, política de gênero, etc. Durante os protestos na Conferência das Nações Unidas sobre Mudança do Clima (COP15) todos os envolvidos no bloco LS na manifestação foram presos. Muitos dos presos processaram a polícia por prisão injusta e, no final do caso, as prisões foram consideradas ilegais. Nas reuniões do primeiro de maio dos movimentos trabalhistas LS participou em protestos contra os social-democratas e o Partido Popular Socialista e a política que eles lideraram após a mudança de governo em 2011 (em Copenhague, a LS desempenhou um papel de liderança nesses protestos).  Durante os protestos, houve acusações de comportamento agressivo por ambos os lados, alguns dos quais foram posteriormente retirados. Os protestos tiveram o efeito de que oradores dos social-democratas e da SF tiveram que interromper seus discursos com antecedência nas reuniões em Copenhagen, Aalborg, Aarhus e outras cidades.

## Direkte Aktion
A LS redigiu a revista Direkte Aktion a partir de fevereiro de 2011.

## Relações Internacionais
Internacionalmente, LS juntou-se à rede Anarkismo e ajudou na manutenção do site Anarkismo.net e os fóruns Anarchist Black Cat. LS participa em conferências internacionais da rede Anarkismo e está a trabalhar em conjunto com outras organizações afiliadas em campanhas conjuntas. O ramo europeu da rede Anarkismo criou o EuroAnarkismo com o objetivo de fortalecer a cooperação internacional e o movimento anarquista na Europa. Ao aderir à rede Anarkismo, a LS posicionou-se na tradição plataformista - especifista do movimento anarquista internacional.